# Conservatoire Niccolò Piccinni
Le conservatoire Niccolò Piccinni (en italien : Conservatorio Niccolò Piccinni) est une école de musique fondée en 1925 à Bari, en Italie par le violoniste et critique musical Giovanni Capaldi.
Son siège est établi à la Villa Bucciero, C'est la quatorzième école de musique créée en Italie.
Créée comme haute école d'éducation musicale (Liceo Musicale), elle est transformée en 1937 en conservatoire, et est dénommée en l'honneur du compositeur italien du XVIIIe siècle Niccolò Piccinni, né à Bari.